# Вікіпедія мовою санскрит
Вікіпедія мовою санскрит (санскр. संस्कृतविकिपीडिया) — розділ Вікіпедії мовою санскрит. Створена у 2003 році. Вікіпедія мовою санскрит станом на 19 серпня 2025 року містить 12 319 статей, 43 666 зареєстрованих користувачів, 44 активних дописувачів, 3 адміністраторів
. Загальна кількість сторінок у Вікіпедії мовою санскрит — 80 453, редагувань — 494 485, завантажених файлів — 445
. Глибина (рівень розвитку мовного розділу) Вікіпедії мовою санскрит велика і становить 188 пунктів
. 

## Історія
- Липень 2004 — створена 100-та стаття[3].
- Січень 2007 — створена 1 000-на стаття[3].
- Жовтень 2013 — створена 10 000-на стаття[3].